# Leptoneta corsica
Leptoneta corsica là một loài nhện trong họ Leptonetidae.
Loài này thuộc chi Leptoneta. Leptoneta corsica được L. Fage miêu tả năm 1943.